# Nauru Regional Processing Centre
Koordinaten: 0° 32′ 27,6″ S, 166° 55′ 48″ O

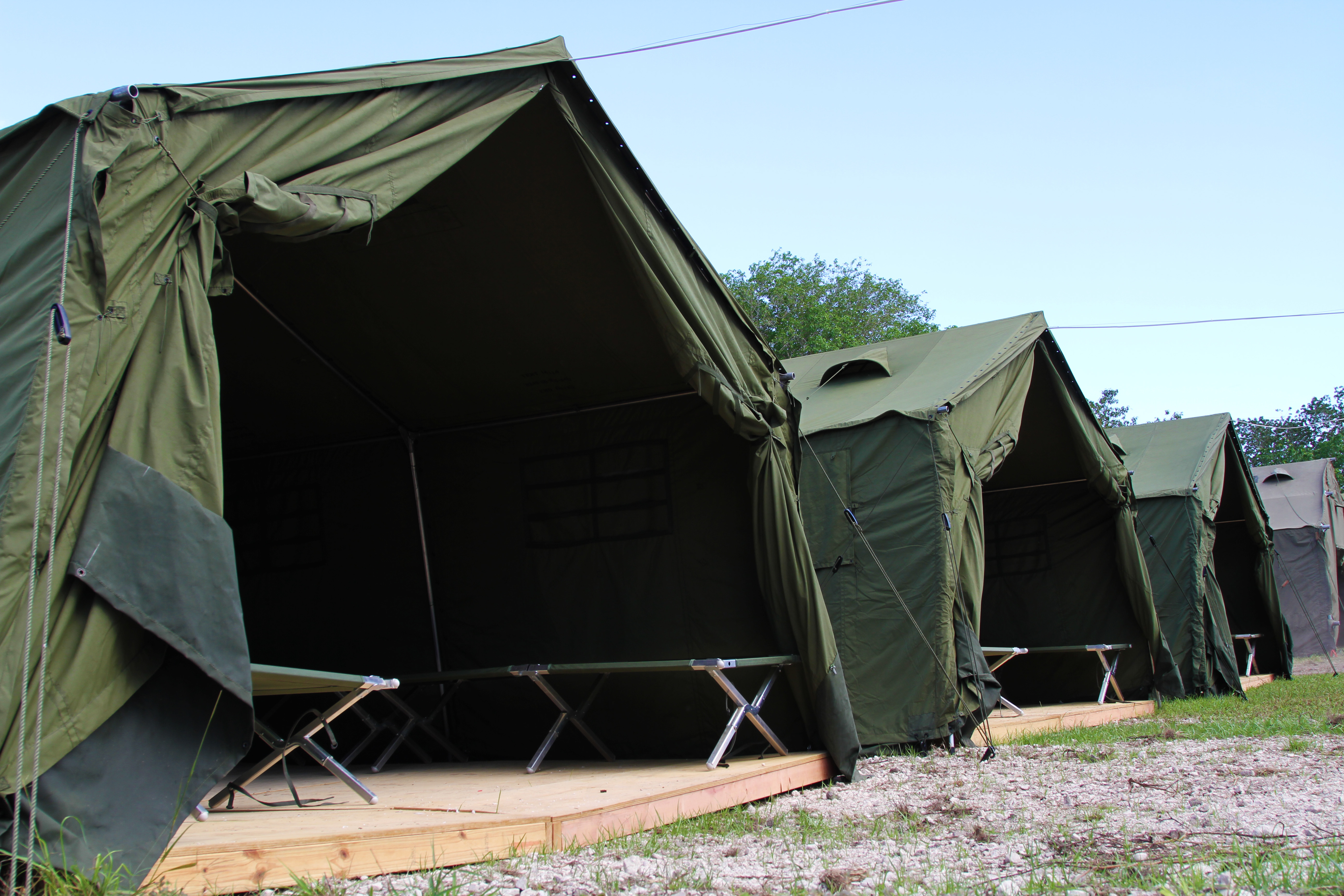
Zelte zur Unterbringung der Flüchtlinge in Nauru (2012)

Die Australische Migrationszone, die seit 2001 überwacht wird.

Das Nauru Regional Processing Centre bezeichnet eine Institution von zwei Flüchtlingslagern auf dem pazifischen Inselstaat Nauru, betrieben von der Internationalen Organisation für Migration (IOM), seit März 2006 unter australischer und nauruischer Aufsicht. Belegt waren diese Lager mit sogenannten Boatpeople in Einwanderungshaft in Australien in den Jahren 2001 bis 2008, 2012 bis 2019. Im September 2021 wurden die Lager wieder belegt und am 8. November 2023 entschied der High Court of Australia, dass die Errichtung der Lager australischem Recht widerspricht.
Die beiden Lager wurden September 2001 durch die Koalitions-Regierung der liberalkonservativen Liberal Party und National Party John Howards als Reaktion auf die sogenannte Tampa-Affäre im August 2001 eingerichtet. Damals war ein norwegisches Frachtschiff in einer Notsituation – vollbesetzt mit Flüchtlingen – daran gehindert worden in australisches Hoheitsgebiet einzudringen. Dabei wurde das Frachtschiff durch australische Militärkräfte geentert. Howard wollte die Flüchtlinge damals und auch künftige Asylbewerber daran hindern, dass es ihnen gelingt, australischen Boden zu betreten. Denn dann hätten sie das Recht erhalten, Asylanträge nach der geltenden australischem Gesetzeslage zu stellen. 
Hierzu verabschiedete das Australische Parlament ein Gesetz, das Migration Amendment (Excision from Migration Zone) Act 2001, das Australien erlaubte, in Drittländern Internierungslager einzurichten. Ferner bot es die legale Möglichkeit, die Weihnachtsinsel, Kokosinseln und Ashmore- und Cartierinseln aus der Migrationszone Australien zu nehmen. Die Australische Migrationszone wird seit 2001 von patrouillierenden Kriegsschiffen und Flugzeugen intensiv überwacht.

## Lage der Internierungslager

Naurus Lage im Ozean

Beide Lager befanden sich in Meneng: Eines, State House genannt, befand sich auf dem Gelände der ehemaligen Residenz des Staatspräsidenten. Das andere, Top Side genannt, hatte sich auf dem Gelände eines alten Sportplatzes befunden und war im September 2004 geschlossen worden. Im Februar 2008 wurde mit der Schließung des State House-Lagers die im Rahmen der "Pazifischen Lösung" errichtete Institution durch die australische Regierung aufgelöst, im August 2012 wurde sie allerdings erneut eröffnet.
Ein weiteres derartiges Internierungslager außerhalb des australischen Hoheitsgebietes befindet sich auf der Insel Manus von Papua-Neuguinea. Es handelt sich um das Manus Regional Processing Centre.

## Vorgeschichte
Am 27. August 2001 rettete Arne Rinnan, der Kapitän des norwegischen Frachters MS Tampa, 433 Flüchtlinge aus Afghanistan, Sri Lanka, Indien, Pakistan und Iran von einem sinkenden Holzboot vor Indonesien. Daraufhin steuerte die MS Tampa die Weihnachtsinsel, ein australisches Außenterritorium, an, um die Flüchtlinge an Land zu setzen. Dies verweigerte die australische Regierung. Als die Tampa ein Notsignal setzte und in australische Gewässer eindrang, enterten australische Soldaten der Australian Special Air Service Regiments den Frachter und verhinderten so ein Anlegen in Flying Fish Cove, dem Hauptort der Insel. Damit umging die Regierung, dass die Flüchtlinge australischen Boden betreten konnten, was automatisches Recht auf Asylprüfung gewährt hätte.
Das Verhalten der australischen Howard-Regierung im Verlauf der sogenannten Tampa-Affäre führte zu einer diplomatischen Krise zwischen Australien und Norwegen und sie löste weltweit Kritik aus. UNO-Generalsekretär Kofi Annan erklärte, dies sei keine Art, mit Flüchtlingen umzugehen. Der norwegische Außenminister Thorbjørn Jagland warf Australien vor, die Flüchtlingskonvention der Vereinten Nationen zu untergraben. Am 2. September verkündete der australische Premierminister Howard die Pazifische Lösung für den Umgang mit den Bootsflüchtlingen: Anstatt sie an der Weihnachtsinsel an Land zu lassen, sollten die 433 Flüchtlinge nach Neuseeland und nach Nauru verbracht werden.
So hatte die australische Regierung am 4. September 2001 mit den Regierungen der beteiligten Pazifikstaaten eine Übereinkunft zur Lösung des Flüchtlingsdramas erzielt: 283 Flüchtlinge wurden von Nauru und 150 von Neuseeland aufgenommen. Der Präsident der Republik Nauru, René Harris, sah seinen Staat in der Lage, die Flüchtlinge, die sich auf dem Frachtschiff Tampa befanden und in Australien Asyl suchten, vorübergehend aufzunehmen. Am 20. September 2001 erreichten die 283 vorwiegend afghanischen Flüchtlinge der Tampa die Insel Nauru und wurden in die zwei Flüchtlingslager gebracht. Zu diesen kamen im späteren Verlauf noch einige Iraker hinzu.

## Flüchtlinge in Nauru
Der Inselstaat Nauru erhielt für die Unterbringung und Versorgung der Flüchtlinge vom Betreiber Australien erhebliche finanzielle Zuwendungen, damals Naurus einzige bedeutende staatliche Einkommensquelle. Ein Teil der Geldmittel würden in die Infrastruktur des Inselstaates fließen, verkündete Präsident René Harris wie in eine bessere Stromversorgung mit Generatoren, Bezahlung fälliger Krankenhausrechnungen der Nauruer in Australien, Errichtung eines Sportplatzes und in den Aufbau eines Ausbildungssystems für junge Nauruern.
Die Einrichtung der Lager war bei der Inselbevölkerung nicht unumstritten. Es wurde vermutet, Nauru falle dadurch negativ als Gefängnis für unerwünschte Asylanten in der Welt auf. In dem kleinen Inselstaat mit damals etwa 10.000 Einwohnern, waren anfänglich zusätzlich 1.000 bis 1.600 Asylanten, ein erheblicher Bevölkerungszuwachs. Dies führe auch zu Problemen zwischen Einheimischen und Flüchtlingen, da diese sogar einen höheren Lebensstandard als die meisten Nauruer hätten.
Die langen Bearbeitungszeiten, die geringe Anerkennungsquote der Asyl-Anträge, das enge Lagerleben und das Eingesperrtsein ließen immer wieder Unruhen und die Kritik aufkommen, die Flüchtlinge würden nicht gut behandelt und die abgelehnten Asylanträge schufen weitere Unruhe in den Lagern. Die nauruischen Parlamentarier Kieren Keke und David Adeang betonten jedoch, die Flüchtlinge würden mehrmals täglich warme Mahlzeiten und bestmögliche ärztliche Versorgung erhalten.
Anfang 2002 kam es gegen die Einwanderungshaft und das damit verbundene Lagerleben zu heftigen Protesten im Lagern, so nähten sich internierte Personen im Lager auf Manus aus Protest ihre Lippen zusammen. Als die australische Öffentlichkeit dies erfuhr und darüber entsetzt war, diskutierte die Howard-Regierung die Überlegung künftig Boatpeople in das Internierungslager zur Weihnachtsinsel in das ebenfalls 2001 gegründete und weit entfernte Christmas Island Immigration Reception and Processing Centre zu deportieren, denn auf dieser Insel wäre eine bessere Infrastruktur vorhanden.
Bereits Mitte der 2002er Jahre stellte das IOM-Medizinpersonal fest, dass in den Lagern etwa 30 unbegleitete Kinder Zeichen von Traumata zeigten. Da seit Januar 2004 keine australischen Ärzte die Flüchtlingslager besuchen durften, übernahmen diese Aufgabe die wenigen nauruischen Ärzte unter Leitung von Kieren Keke.
Am 16. September 2002 wurden 1.495 Asylsuchende auf Manus und Nauru gezählt, davon hatten 520 Personen einen Status als Flüchtlinge und 975 Personen nicht erhalten. Von den anerkannten 520 Flüchtlingen kamen 432 aus dem Irak, 59 aus Afghanistan und 29 aus anderen Staaten. 975 Flüchtlinge erhielten keinen Flüchtlingsstatus, darunter waren 216 Iraker, 701 Afghanen und 58 aus weiteren Staaten.
Im Mai 2004 befanden sich in dem Lager 260 Personen in Einwanderungshaft, darunter 74 Kinder. Mitte Mai 2004 legten zwei Jachten, die sogenannte Flotilla of Hope, in Sydney zu einer 4000 Kilometern langen Seereise zum Internierungslager ab. Die Menschenrechtsaktivisten wollten auf Nauru am World Refugee Day, dem 15. Juni, anlegen, um auf die Lage der Flüchtlingen auf Nauru in Australien aufmerksam zu machen. Einige der Menschenrechtsaktivisten auf den Yachten hatten bereits vorher durch Besuche von Flüchtlingen im Woomera Immigration Reception and Processing Centre in 2002 und im Baxter Detention Centre in 2003 Aufmerksamkeit auf Flüchtlingslager in Australien gelenkt. Da keine Einreisegenehmigung für Nauru vorlag, wurden die Yachten wenige hundert Meter vor der nauruischen Küste aufgehalten und aufgefordert, umgehend die nauruischen Hoheitsgewässer zu verlassen. Die Yachten hatten Geschenke für die Flüchtlinge an Bord, darunter auch Spielsachen für die Kinder. Die Übergabe wurde ihnen verwehrt und im September 2004 kehrte die Flotilla of Hope nach Cairns zurück, kündigte zuvor aber weitere Aktionen an.
Am 9. September 2004 erhielten 21 Flüchtlinge in Neuseeland Asyl. Deshalb wurde das nördliche Flüchtlingslager Top Side geschlossen. Die übrigen etwa 90 Flüchtlinge verblieben im südlichen Lager State House in Meneng. Im Dezember 2004 durften weitere Flüchtlinge nach Australien einwandern, so dass 2005 noch etwa 40 Flüchtlinge übrig waren. Am 22. Juni 2005 gewährte Australien der letzten Familie mit Kindern Asyl.
Im November 2005 wurde der letzten verbliebenen Gruppe von Flüchtlingen Asyl gewährt; zurück blieben die zwei Iraker Mohammed Faisal und Mohammed Sagar, welche gemäß einer australischen Expertise ein Sicherheitsrisiko darstellten und deshalb kein Asyl erhielten. Über Faisal wurde 2007 von UNHCR berichtet, dass er nach der Entlassung aus einem sechsmonatigen Psychiatrie-Aufenthalt in Brisbane, wegen Suizid-Gefahr, in Australien entlassen wurde; Sagar soll nach Skandinavien gekommen sein.
Inzwischen hatten sich die Kosten für das Nauru Regional Processing Centre seit November 2005 von 150.000 auf etwa eine Million australische Dollar versechsfacht. Im März 2006 wurde die Verantwortlichkeit für den Lagerbetrieb von der IOM an die australischen und nauruischen Behörden übertragen.

## Schließung
Nach der Niederlage der rechtskonservativen Regierung Howards, die ab 2001 mit der Politik der Pazifischen Lösung regierte, kam Kevin Rudd von der Labor Party im November 2007 an die Macht und schloss im Februar 2008 das verbliebene Lager State House, nachdem die letzten burmesischen und sri-lankischen Flüchtlinge in Australien Asyl erhalten hatten. Dies war gleichbedeutend mit dem Ende der Pazifischen Lösung. Ferner wurde durch die Labor-Regierung bekannt, dass die Regierung von Howard für ihre Asylpolitik in den Lagern Nauru und Manus seit 2001 $ 300 Millionen ausgegeben habe, verbunden mit einem weltweiten Reputationsverlust Australiens, wegen Verstoß gegen die Menschenrechte.
Insgesamt waren 1.637 Personen vom September 2001 bis 2008 in der Lagern auf den Inseln Manus und Nauru in Einwanderungshaft. 70 % dieser Personen konnten nach Australien oder in anderen Ländern einwandern.

## Wiedereröffnung
Im August 2012 wurde Kevin Rudd durch die Labor Party als Parteivorsitzender abgewählt, was zugleich nach sich zog, dass die neue Parteivorsitzende Julia Gillard auch die neue Premierministerin wurde. Sie führte die Pazifische Lösung wieder ein, was auch die Wiedereröffnung des Nauru Regional Processing Centre nach sich zog. Im September 2012 wurden die ersten Personen, 30 sri-lankische Flüchtlinge nach Nauru verbracht. Für ihre Unterbringung wurde ein provisorisches Zeltlager eingerichtet.
Im Juli 2013 kam es zu Ausschreitungen, als etwa 150 mehrheitlich iranische Asylbewerber aus dem Camp ausbrechen wollten. Mehrere Flüchtlinge sowie Sicherheitspersonal wurden dabei verletzt, einige Gebäude auf dem Camp-Gelände brannten nieder.
Kritikern zufolge war der Staat Nauru „auch mit australischem Personal und Geld nicht in der Lage, das Outsourcing der Flüchtlingsinternierung auf einem Standard zu betreiben, zu dem sich Australien völkerrechtlich verpflichtet hat“. Im August 2016 beklagten die Menschenrechtsorganisationen Amnesty International und Human Rights Watch in einem gemeinsamen Report regelmäßige Übergriffe gegen Flüchtlinge, völlig unzureichende Unterbringung und medizinische Versorgung sowie Kommunikations- und Zugangsbeschränkungen für Flüchtlinge und Journalisten. Sie machten hauptsächlich die Regierung Australiens sowie die privaten Unternehmen, die die Flüchtlinge betreuen sollen, dafür verantwortlich. Am 10. August 2016 veröffentlichte die britische Tageszeitung The Guardian geleakte Dokumente, in einem Umfang von mehr als 8000 Seiten. Sie berichten von zahlreichen Missbrauchsfällen und Fällen von Selbstverletzungen.
Australien bemühte sich um Klarstellung: 1819 der in den Dokumenten des Guardian genannten Fälle seien lediglich "minor" (unerheblich) und nur 23 seien als "critical" (ernst) beschrieben worden. Gewalt und Selbstverletzungen seien keineswegs alltägliche Phänomene. Die Redaktion des Guardian beharrte allerdings auf ihrem Standpunkt, dass Australien den Personen Zugang zu seinem Staatsgebiet gestatten müsse oder für deren Umsiedlung in andere Länder verantwortlich sei.
Im Oktober 2016 erklärte Amnesty International in einem Bericht, die Behandlung der rund 400 Flüchtlinge und Asylsuchenden auf Nauru sei völkerrechtlich als Folter einzustufen.
Mit Stand Februar 2017 waren 378 Personen in sinkender Tendenz im Nauru Regional Processing Centre untergebracht.
Aktivisten des australischen National Justice Project erzwangen bis Ende August 2018 vor australischen Gerichten die Verlegung von mehr als einem dutzend Kindern aus medizinischen Gründen auf das australische Festland. Ende Oktober 2018 wurden in kurzer Zeit weitere 135 Personen nach Australien verlegt. Eine dauerhafte Ansiedlung der Personen in Australien soll nach Aussagen von Peter Dutton jedoch weiter ausgeschlossen bleiben.

## Flüchtlingsstatistik
- Flüchtlingsstatistik auf Nauru, teilweise bis Ende 2023
- Monatliche Flüchtlingszahlen auf Nauru von September 2012 bis Oktober 2016